# Autobusna linija br. 220 u Zagrebu
Linija 220 (Glavni kolodvor – Dugave) dnevna je autobusna linija u Zagrebu.
Prometuje svaki dan na trasi: Glavni kolodvor – Trg Stjepana Radića – Ulica Hrvatske bratske zajednice – Most slobode – Avenija Većeslava Holjevca – Avenija Dubrovnik – Ulica SR Njemačke – Vatikanska ulica – Dugave (Ulica sv. Mateja ↺). Početno-krajnje stajalište u Dugavama je Kauzlarićev prilaz.
Jedna je od autobusnih linija koja povezuje Novi Zagreb s Glavnim kolodvorom gdje se ostvaruje presjedanje na vlak ili tramvaj. Ulazi u same Dugave, dok prolazi uz Središće, Sopot i Travno.
Polasci nakon ponoći iz Dugava prometuju preko Travnog do Glavnog kolodvora, mijenjajući liniju 221.

## Vanjske poveznice
- Vozni red linije 220

1. ↑  Datoteke u GTFS formatu. zet.hr. Pristupljeno 5. lipnja 2025. - Sadrži informacije tijela javne vlasti u skladu s Otvorenom dozvolom